# Johann Baptist Mayer (Geodät)
Johann Baptist Mayer (* 4. Oktober 1846 in Neuenburg am Rhein; † 19. Mai 1903 in St. Gallen) war ein deutscher Stadtgeometer.

## Ausbildung
Johann Baptist Mayer studierte Mathematik an der Technischen Hochschule Karlsruhe, und er studierte an der Universität Heidelberg. Von 1874 bis 1877 war er als Ingenieur bei der Gotthardbahn tätig. Im Jahr 1877 erhielt er das Patent als Konkordatsgeometer. Er übernahm die Katastervermessungen von Horn TG, Arbon und Romanshorn. 1882 wurde er zum Stadtgeometer in St. Gallen gewählt und zog mit seiner Familie dorthin. Er machte die zweite amtliche Vermessung der Stadt, die die Mängel der vorigen Vermessung in 1863 bemerkbar machten. Danach erfolgte die Vermessung von Thalwil und Gossau ZH.